# Lycia (bướm đêm)
Lycia là một chi bướm đêm thuộc họ Geometridae.

## Các loài
- Lycia adkini
- Lycia albescens
- Lycia alpina (Sulzer, 1776)
- Lycia arethusa
- Lycia atomaria
- Lycia brevipennis
- Lycia bulgariensis
- Lycia buloveci
- Lycia burrowsi
- Lycia carlotta
- Lycia cataloniae
- Lycia congeneraria
- Lycia contiguaria
- Lycia contrasta
- Lycia degtjarevae Viidalepp, 1986
- Lycia delineata
- Lycia denhami
- Lycia denigrata
- Lycia diniensis
- Lycia duplicaria
- Lycia eremita
- Lycia extrema
- Lycia fasciata
- Lycia flavescens
- Lycia flavida
- Lycia florentina (Stefanelli, 1882)
- Lycia fumaria
- Lycia graecarius (Staudinger, 1861)
- Lycia grandis
- Lycia haasi
- Lycia hanograecaria
- Lycia hanoviensis Heymons, 1891
- Lycia hirtaria (Clerck, 1759)
- Lycia hirtarius
- Lycia incisaria (Lederer, 1870)
- Lycia isabellae (Harrison, 1914)
- Lycia istriana
- Lycia lapponaria (Boisduval, 1840)
- Lycia liquidaria (Eversmann, 1848)
- Lycia marginata
- Lycia necessaria (Zeller, 1849)
- Lycia nigra
- Lycia parallelaria
- Lycia pilzii
- Lycia pomonaria (Hübner, 1792)
- Lycia prodromaria
- Lycia pusztae
- Lycia rachelae (Hulst, 1896)
- Lycia recognita
- Lycia siberica
- Lycia subalpina
- Lycia terna
- Lycia terroraria
- Lycia uralaria
- Lycia ursaria (Walker, 1860)
- Lycia variegata
- Lycia wallacei
- Lycia ypsilon (Forbes, 1885)
- Lycia zetes
- Lycia zonaria (Denis & Schiffermüller, 1775)

## Loài lai tạp
- Lycia hirtaria × pomonaria
- Lycia isabellae × pomonaria